# Sint-Maartensplein
Het Sint-Maartensplein is een plein in Brugge.

## Beschrijving
Het kleine plein in kwestie lag midden het handelskwartier van de Engelsen en de Schotten. Het werd dan ook de Schottenplaats genoemd.
In het begin van de 16de eeuw vertrokken de Schotten en de herinnering aan hen deemsterde stilaan weg.
Op de hoek van de Korte Riddersstraat en de Boomgaardstraat stond een huis, genaamd Sint Maarten, dat in 1640 herbouwd werd en waarbij in de gevel een steen werd ingemetseld met de beeltenis van Sint Maarten. De naam kwam in gebruik als plaatsaanduiding.
De beide namen werden nog een tijd samen gebruikt, zoals in
- 1579: Sint-Maertensplaetse ofte Schottenplaetse.

Wat thans het Sint-Maartensplein is, kan moeilijk als een volwaardig plein worden beschouwd, eerder als een straatverbreding, net voor de Sint-Walburgakerk.
Het plein paalt aan de Korte Ridderstraat, de Koningstraat, de Hoornstraat en de Boomgaardstraat.